# Head First
Head First (englisch für „Kopf voran“) ist das fünfte Studioalbum des britischen Duos Goldfrapp. Es wurde in Deutschland am 19. März 2010 veröffentlicht.

## Hintergrundinformationen
Im September 2009 gaben Goldfrapp bekannt, an einem neuen Album zu arbeiten. Wie die vorigen Alben, wurde Head First in einem Wohnhaus und nicht wie sonst üblich in einem Aufnahmestudio aufgenommen. Alison Goldfrapp begründete dies mit der zeitlichen Freiheit und den geringeren Kosten. Zuvor jedoch hatten sie die Filmmusik für den John-Lennon-Film Nowhere Boy komponiert. Das Duo hatte von der Plattenfirma ein Angebot zur Veröffentlichung eines Greatest-Hits-Albums erhalten, entschied sich aber für ein fünftes Studioalbum. Ursprünglich wollten Goldfrapp mit ihrem neuen Album den ruhigeren, ästhetischeren Sound des Vorgängers Seventh Tree weiterverfolgen, doch Sängerin Alison Goldfrapp meinte, es habe „sich nicht richtig angefühlt“ und somit ist der Musikstil des Albums im Synthpop der 70er und 80er Jahre angesiedelt.

## Texte

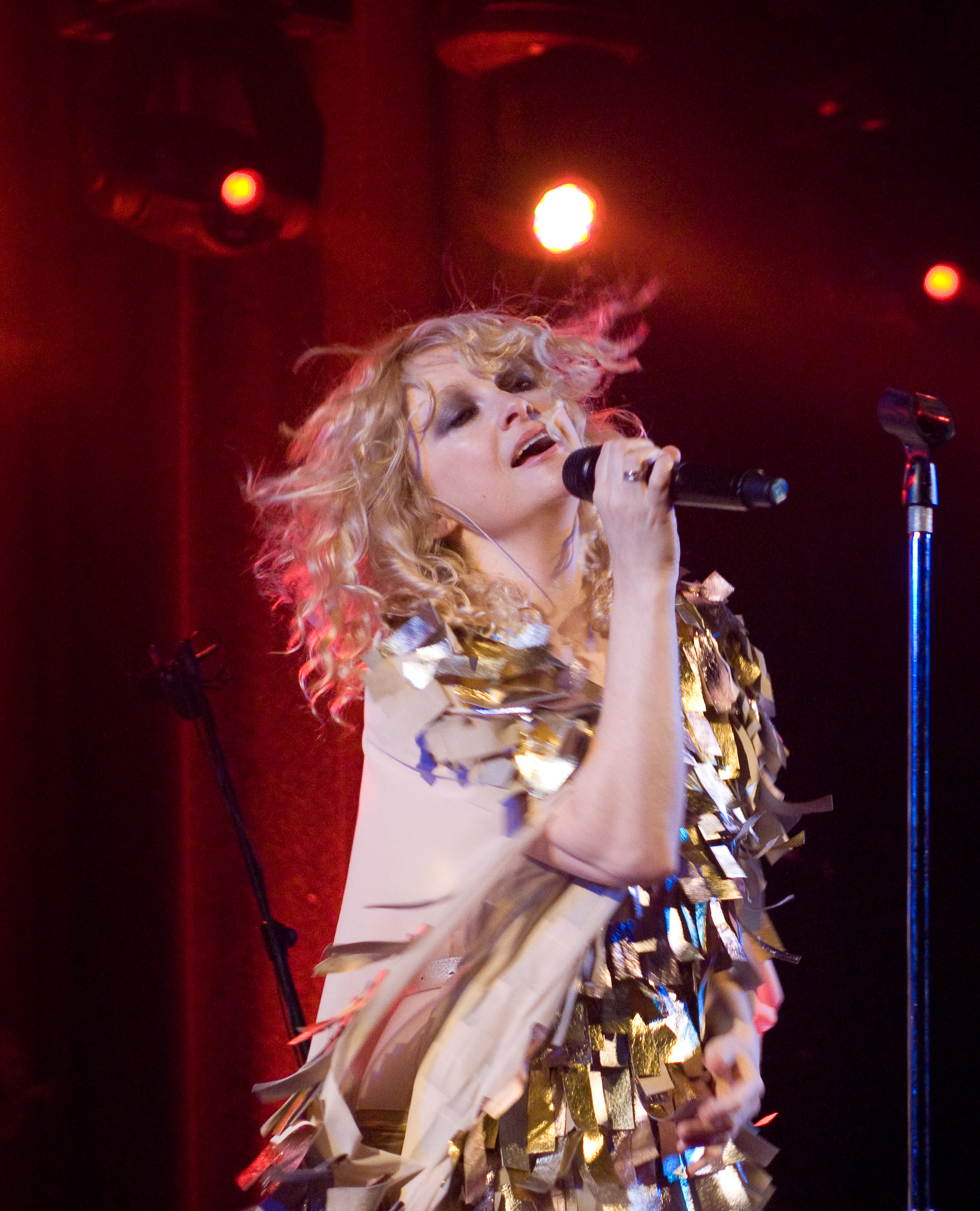
Alison Goldfrapp bei einem Konzert im Juni 2010 in Oxford.

Die Lieder auf Head First wurden ohne Ausnahme von Alison Goldfrapp und Will Gregory geschrieben. Die erste Single Rocket (deutsch: „Rakete“) handelt laut Goldfrapp von einem Menschen, den man auf Rakete setzen möchte, um ihn ins All zu schießen und ihn endgültig loszuwerden. Believer handelt von einer Person, die beginnt, in eine andere zu glauben und ihr zu vertrauen. Alive (deutsch: „Lebendig“), die zweite Single des Albums, handelt von wiedergewonnener Lebensfreude und Vitalität.
Head First, der Titeltrack des Albums, handelt laut Alison Goldfrapp davon, sich Hals über Kopf in eine frische Liebe zu stürzen. Die Inspiration dazu hatte sie von einem engen Freund, der sich gerade frisch verliebt hatte und dennoch wusste, dass er seinen Angebeteten nie wieder sehen würde.
Das letzte Stück des Albums Voicething (deutsch: „Stimmending“) ist der herausragendste Song des Albums. Hier wurde komplett auf einen Songtext verzichtet. Vielmehr wurden Laute und Geräusche der Sängerin durch Vocoder, Loops und andere Stimmeffekte verändert und als Rhythmus- und Melodieinstrument auf eine Songgrundlage aus Synthesizern gelegt.

## Titelliste
| #  | Titel          | Dauer |
| -- | -------------- | ----- |
| 1. | "Rocket"       | 3:51  |
| 2. | "Believer"     | 3:43  |
| 3. | "Alive"        | 3:28  |
| 4. | "Dreaming"     | 5:07  |
| 5. | "Head First"   | 4:30  |
| 6. | "Hunt"         | 4:34  |
| 7. | "Shiny & Warm" | 3:58  |
| 8. | "I Wanna Life" | 4:12  |
| 9. | "Voicething"   | 4:44  |

## Kritik
Die Rezension zu Head First war positiv.

„Klare und strukturierte Melodien suchen sich ihren Ohrwurm, die Produktion ist sanft und definitiv. Keine Welten zum Erkunden, keine Ferne zum Entfliehen. Goldfrapp versuchen es mit der Brechstange. Und führen die Konkurrenz damit an der Nase herum… So entwickelt sich dieses sommerliche Album geradewegs zu einem beachtlichen Soundgewebe, dessen Leichtigkeit nur vordergründig ist. Goldfrapp wissen genau, was sie da machen.“

„Mit jedem Album häuten sich Goldfrapp und präsentieren der Öffentlichkeit eine neue Facette ihres Schaffens… Zwischen Coolness und Bad Taste, zwischen Olivia Newton-John und Amanda Lear auf der einen und Alison Goldfrapp auf der anderen Seite bewältigt Head First den Tanz auf der Rasierklinge. Erneute Häutung gelungen.“

## Singleauskopplungen
| Jahr | Titel    | Höchstplatzierung, Gesamtwochen, AuszeichnungChartplatzierungen (Jahr, Titel, , Platzierungen, Wochen, Auszeichnungen, Anmerkungen) | Höchstplatzierung, Gesamtwochen, AuszeichnungChartplatzierungen (Jahr, Titel, , Platzierungen, Wochen, Auszeichnungen, Anmerkungen) | Höchstplatzierung, Gesamtwochen, AuszeichnungChartplatzierungen (Jahr, Titel, , Platzierungen, Wochen, Auszeichnungen, Anmerkungen) | Höchstplatzierung, Gesamtwochen, AuszeichnungChartplatzierungen (Jahr, Titel, , Platzierungen, Wochen, Auszeichnungen, Anmerkungen) | Anmerkungen                           |
| Jahr | Titel    | DE | AT | CH | UK | Anmerkungen                           |
| ---- | -------- | --- | --- | --- | --- | ------------------------------------- |
| 2010 | Rocket   | DE32 (11 Wo.)DE | AT38 (9 Wo.)AT | CH50 (5 Wo.)CH | UK47 (4 Wo.)UK | Erstveröffentlichung: 25. Januar 2010 |
| 2010 | Alive    | — | — | — | — | Erstveröffentlichung: 29. März 2010   |
| 2010 | Believer | — | — | — | — | Erstveröffentlichung: 16. August 2010 |

Rocket
Die Leadsingle des Albums, der Synthpopsong Rocket, (deutsch: „Rakete“) wurde am 8. März 2010 veröffentlicht. Er wurde von Alison Goldfrapp und Will Gregory geschrieben und produziert, zusätzlicher Produzent war Pascal Gabriel. Um ihre neue Single zu promoten, traten Goldfrapp unter anderem bei Friday Night With Jonathan Ross auf, sowie im deutschen Fernsehen bei TV Total.
Im Musikvideo zu Rocket sieht man Alison Goldfrapp durch eine Wüste fahren. Sie fährt einen großen LKW, der eine pinke Rakete geladen hat. Auf dem Beifahrersitz sitzt ein Mann, der komplett in Klebeband gewickelt ist. Das Video endet damit, dass die Rakete – mit dem Mann an Bord – ins All geschossen wird.

## Besetzung
| - Alison Goldfrapp – Gesang - Chris Goulston – Gitarre (Alive) - Charlie Jones – Bassgitarre (Rocket, Alive, Dreaming, I Wanna Life) - Alex Lee – Gitarre (Rocket, Alive, Head First) - Ged Lynch – Schlagzeug (Rocket, Alive, I Wanna Life) - Davide Rossi – Geige (Rocket, Dreaming) | - Alison Goldfrapp – Produzentin, Audio Engineering, Art Director - Will Gregory – Produzent, Engineering - Nick Batt – Programmierungen (Rocket, Alive, I Wanna Life) - Neil Comber – Mixing (Hunt) - Bruno Ellingham – Zusätzliches Engineering - Greg Freeman – Schlagzeug-Aufnahmen (Rocket, Alive, I Wanna Life) - Pascal Gabriel – Zusätzliche Produktion (Lieder 1, 2, 4, 5, 8) - Tim Goldsworthy – Zusätzliche Programmierung (Lieder 1, 3, 6), Schlagzeug-Aufnahmen, Schlagzeug-Arrangement (Shiny & Warm) - Matty Green – Mixing (Lieder 1–5, 7–9) - Ted Jensen – Mastering - Serge Leblon – Fotos - Mat Maitland – Fotos, Art Direction - Mark Stent – Mixing - Richard X – Zusätzliche Produktion (Alive) |

## Kommerzieller Erfolg

### Chartplatzierungen
| ChartsChartplatzierungen       | Höchstplatzierung | Wochen |
| ------------------------------ | ----------------- | ------ |
| Deutschland (GfK)              | 28 (3 Wo.)        | 3      |
| Österreich (Ö3)                | 33 (4 Wo.)        | 4      |
| Schweiz (IFPI)                 | 14 (4 Wo.)        | 4      |
| Vereinigte Staaten (Billboard) | 45 (2 Wo.)        | 2      |
| Vereinigtes Königreich (OCC)   | 6 (6 Wo.)         | 6      |

### Auszeichnungen für Musikverkäufe
| Land/Region                  | Auszeichnungen für Musikverkäufe (Land/Region, Auszeichnung, Verkäufe) | Verkäufe |
| ---------------------------- | ---------------------------------------------------------------------- | -------- |
| Vereinigtes Königreich (BPI) | Silber                                                                 | 60.000   |
| Insgesamt                    | 1× Silber ·                                                            | 60.000   |